# Jaime Nebot
Jaime José Nebot Saadi  (Guayaquil, 22 de octubre de 1946) es un abogado y político ecuatoriano quién ejerció como alcalde de Guayaquil por 18 años, nueve meses y cuatro días: desde el año 2000 hasta el 2019. El 14 de mayo de 2019 entregó la alcaldía a Cynthia Viteri tras casi 19 años como alcalde. Ha desempeñado cargos públicos como diputado por la provincia del Guayas del antiguo Congreso Nacional del Ecuador y como Gobernador de la provincia del Guayas. Ha sido candidato a la presidencia de la República del Ecuador en dos ocasiones.

## Biografía
Nació el 22 de octubre de 1946 en la ciudad de Guayaquil, Guayas. Hijo de Jaime Nebot Velasco, ministro del gobierno de José María Velasco Ibarra, hijo a su vez del inmigrante catalán Jaime Nebot Borrás, y de Sulema Saadi, hija de un inmigrante libanés
Sus estudios primarios comenzaron en Guayaquil: en el Colegio Cristóbal Colón y, luego, en el Borja N.º 2 de la ciudad de Quito, en la que continuó con sus estudios secundarios en el Colegio San Gabriel. Finalmente, acabó la secundaria de regreso en Guayaquil en el Colegio Javier, de los jesuitas. En cuanto a sus estudios superiores, obtuvo los títulos de licenciado en Ciencias Sociales y Políticas de la Universidad Católica Santiago de Guayaquil y Abogado de los Tribunales de la República.

## Carrera política

### Inicios en la política
En 1984, Nebot fue designado por el entonces presidente del Ecuador,  León Febres-Cordero Ribadeneyra, como Gobernador de la provincia del Guayas. Aún designado por el líder del Partido Social Cristiano, Nebot no pertenecía a dicho movimiento político y no se afiliaría a este hasta 1990. El cargo de gobernador lo mantuvo hasta 1988 e hizo que se introdujera más en la política nacional. Finalmente afiliado al PSC, Nebot tomó una figura notable dentro de la población, llevándolo a postular su candidatura a la presidencia de la República para las elecciones presidenciales de 1992.

### Congreso Nacional (1990)
En 1990 es elegido como diputado por la Provincia del Guayas al Congreso Nacional del Ecuador, es designado como Jefe del Bloque de legisladores del Partido Social Cristiano.

### Campaña presidencial (1992)
En 1992, Jaime Nebot decide ir por la presidencia de la República por el Partido Social Cristiano y el 17 de mayo se enfrenta en la primera vuelta al veterano político, Sixto Durán Ballén, de 70 años, quien va a por su tercera carrera camino a la presidencia y es el candidato de mayor edad en la historia del país. Durán obtiene el 31,88% de los votos de los electores, seguido con casi siete puntos de diferencia por Nebot, que en ese momento tenía 45 años. En la segunda vuelta, el 5 de agosto de 1992, cerca de seis millones de votantes están llamados a elegir a un nuevo presidente entre los dos candidatos de derecha: Durán y Nebot. Durán era el favorito según sondeos no oficiales con casi siete puntos de diferencia. Finalmente, Nebot perdió la elección por más de 14 puntos porcentuales

### Campaña presidencial (1996)
En 1996, Nebot vuelve a ser candidato a la presidencia y en esta segunda ocasión el periodista Freddy Ehlers entra a la contienda electoral, por el movimiento creado para esta elección, Pachakutik, así mismo el empresario quiteño Rodrigo Paz por la Democracia Popular, Nebot en la primera vuelta logra obtener 1,035,101 votos, el primer lugar con el 22,87% de los votos de los electores, de un total de nueve candidatos presidenciales, muy seguido por populista Abdalá Bucaram, por el partido Roldosista con 1,001,071 votos, el 22.11%, Ehlers obtuvo 785,124, 17.35%, y Rodrigo Paz 513,464, el 11.35% En la segunda vuelta Nebot perdió la elección ante Abdalá Bucaram por casi nueve puntos porcentuales.

### Diputado (1998)
En el año de 1998 anunció su candidatura para diputado del Congreso Nacional del Ecuador, resultando elegido como diputado en el Congreso en las elecciones. Durante su cargo, Nebot fue uno de los que idearon y el mayor promotor de la ley del impuesto a la circulación de capitales (ICC) o "ley del 1%", que tenía como objetivo desincentivar las transacciones bancarias de cuentaahorristas y cuentacorrentistas y por ende los retiros bancarios. Esta fue una de una serie de medidas impulsadas, de la mano de la "Ley AGD", por la mayoría legislativa afín al gobierno del Jamil Mahuad formada por la ex-Democracia Popular y el Partido Social Cristiano para capitalizar y proteger de la quiebra a un importante sector de la banca en crisis en el año 1999, esta medida era una de varias dentro de un proceso mayor que fue conocido como salvataje bancario. La "ley del 1 %" luego tuvo que ser desmontada porque los efectos fueron bastante negativos sobre la economía de la población, ya que esta prefirió cerrar o no usar sus cuentas antes que pagar el nuevo impuesto. Este impuesto entró en vigor el 4 de enero de 1999, y fue uno de los factores que empeoró la crítica situación bancaria que el país atravesaba en aquel año y es calificada como una forma de intervencionismo económico del Estado para proteger a las instituciones bancarias de la quiebra sin tomar en cuenta a los ciudadanos de perder sus ahorros.

## Alcalde de Guayaquil

### Primera administración: 2000 - 2004
A inicios del 2000, Jaime Nebot anunció su postulación como candidato a la alcaldía de Guayaquil por el Partido Social Cristiano para las elecciones municipales de Guayaquil de 2000, en la que gana el cargo tomando la posta de su predecesor León Febres-Cordero Ribadeneyra para dar continuidad a algunas de sus obras: avanzan las obras del Malecón 2000 y para terminar con sus etapas de la que ya se había concluido solo la primera. Se posesionó en el cargo el 10 de agosto de 2000.
El 14 de agosto de 2000, anunció el primer proyecto a ejecutarse en la ciudad de Guayaquil bajo su administración, que es el proyecto de Regeneración Urbana.

### Segunda administración: 2004 - 2009
A lo largo de su trayectoria como alcalde se entregan múltiples obras y aportaciones al cantón guayaquileño. Es reelegido en las Elecciones municipales de Guayaquil de 2004 con el 56% de los votos, seguido de Jimmy Jairala del Partido Roldosista Ecuatoriano (PRE) que se llevó 26% quedando otros candidatos con menos votos.
Se le da crédito por apoyar y continuar varias de las obras que han transformado a la ciudad de Guayaquil en el ámbito estético y estructural incluyendo el Malecón Simón Bolívar, Malecón del Salado, entre otras. En cuanto a obras de carácter social se pueden mencionar: plan habitacional Mucho Lote, con participación de la banca privada, para familias de bajos recursos; sistema de transporte de masa (inaugurado en julio de 2006), programas de alimentación, salud y seguridad. La remodelación del cerro Santa Ana, y el barrio Las Peñas, lugares que se han transformado en un atractivo turístico de la ciudad, mantenimiento continuo mediante fundaciones privadas descentralizadas e independientes creadas para tales fines. Otras obras que destacan son: Puerto Santa Ana, barrio chino, entre otras.  Su obra estandarte es la Regeneración Urbana, por la cual se ha dotado a distintos barrios de la ciudad, comenzando por el barrio El Centenario y el centro de Guayaquil, de soterramiento de cables eléctricos y telefónicos, mejoramiento del alcantarillado y de las veredas, dotándolas de bancas, y en algunos sectores, cambiando el pavimento de las calles por adoquines según el valor turístico del sector.

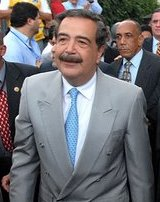
Jaime Nebot en octubre de 2007.

Otra obra que se puede destacar es la implementación del sistema de transporte Metrovía, que se inauguró en el año 2006 y que al 2014 está compuesta por tres Troncales integradas entre sí, recorriendo la mayor parte de la ciudad, gracias a los alimentadores en diferentes estaciones.
Para impulsar el desarrollo de barrios de clase media a baja con participación de la ciudadanía se ha creado el concurso Mejoremos nuestra cuadra en el que se premia a grupos de vecinos que realizan mejoras en el orden, limpieza y convivencia en su sector.
El eslogan del Municipio durante su mandato es Más Ciudad, y por consiguiente, sus principales obras y proyectos se clasifican en: Más obras, Más alimentos, Más regeneración urbana, Más salud y Más seguridad, aunque no todas sus gestiones se clasifican a partir de estas. El plan "Más seguridad" constaba de dotar a la ciudad de servicios de vigilancia manejados por contratistas privados para asistir en el combate a la delincuencia, funcionando hasta el 2009, donde la nueva Constitución establece que el gobierno central tiene la competencia exclusiva de seguridad, por lo que no pudo continuar. Se destacan también el programa de vivienda masiva Mucho Lote y ciertas ordenanzas municipales.
Ha sido reelecto por dos ocasiones, en las Elecciones municipales de Guayaquil de 2009 con el 68.44% de los votos y en las Elecciones municipales de Guayaquil de 2014 en la que obtuvo 841.901 votos de 1.510.825 votantes que equivale al 59,46% del electorado prolongando su período como alcalde hasta 2019, venciendo por amplio margen en las dos elecciones a las candidatas de Alianza PAIS María Duarte y Viviana Bonilla. Durante ambas administraciones ha mantenido el plan Más Ciudad, continuando su labor de regeneración urbana en Urdesa, el sur de la ciudad, el sector de la Kennedy, Atarazana, avenida de Las Américas, la avenida de El Bombero en Los Ceibos, la avenida 9 de Octubre convirtiéndola en un bulevar, etc. Remodeló la Terminal Terrestre de Guayaquil, el Aeropuerto Simón Bolívar, el cual se convirtió en el 2006 en el Centro de Convenciones Simón Bolívar, al construir el municipio el nuevo Aeropuerto José Joaquín de Olmedo, considerado uno de los mejores del mundo.
El alcalde ha mantenido una posición de defensa de la autonomía de Guayaquil desde el inicio, produciendo confrontamientos con todos los gobiernos centrales y participando de las manifestaciones a estos, en particular durante el gobierno de Lucio Gutiérrez, en el cual Nebot convocó a una marcha multitudinaria en repudio al gobierno, siendo esta clave para la caída de Gutiérrez. Posición similar ha mantenido durante el gobierno de Rafael Correa.
La manifestación más notoria de rechazo al gobierno que ha hecho Nebot ha sido en una marcha que convocó en nombre del Municipio el día 24 de enero de 2008. Fue una marcha cívica multitudinaria que copó la Avenida Nueve de Octubre y sus calles colindantes, en la que más de cien mil personas, mayormente guayaquileños de toda condición social, se volcaron con banderas de Guayaquil y pancartas, y gritaron consignas de respaldo a la labor del Alcalde e incluso contra el presidente Correa.

#### Mandato de Guayaquil
Durante el mes de febrero de 2008, el alcalde recogió firmas y propuestas para presentar como mandato en la Asamblea Constituyente en nombre de la ciudad, en las que se vela por siete temas críticos, entre los cuales están la libertad y democracia, estado de derecho, la Constitución, generación de bienestar y empleo, autonomías, municipalismo, modelos de gestión y otras propuestas específicas. Quito participó de manera similar por medio del alcalde Moncayo.

### Tercera administración: 2009 - 2014
Convocó a una nueva marcha 11 de febrero de 2010 para reclamar porque considera que el Estado central ha disminuido las rentas que llegan a Guayaquil, pese a que el mandatario sostiene que ha cumplido con las asignaciones correspondientes al Ayuntamiento, y protestar contra algunas acciones del Gobierno, por lo que la marcha tuvo una acogida de más de 300 000 ciudadanos.
El alcalde ha mantenido una relación distante con el gobierno de Correa hasta la actualidad, recriminando la pérdida de libertades ciudadanas, para la prensa y democracia, como lo dice Nebot y la oposición. En el 2013 se dio una enfrentamiento directo entre Nebot y el gobierno sobre la intención del gobierno de construir nuevos puertos de aguas profundas en Manta y Santa Elena, convirtiendo el Puerto de Guayaquil para actividades turísticas y canotaje, a lo cual Nebot reprochó, mediante uso de espacios en la televisión. Posteriormente anunció el dragado del Puerto de Guayaquil y el plan de construir un puerto de aguas profundas en Posorja con financiamiento privado. En el 2014, el gobierno accedió a la construcción del Puerto en Posorja, y la Prefectura del Guayas se ha comprometido a dragar el puerto de Guayaquil.

### Cuarta administración: 2014 - 2019

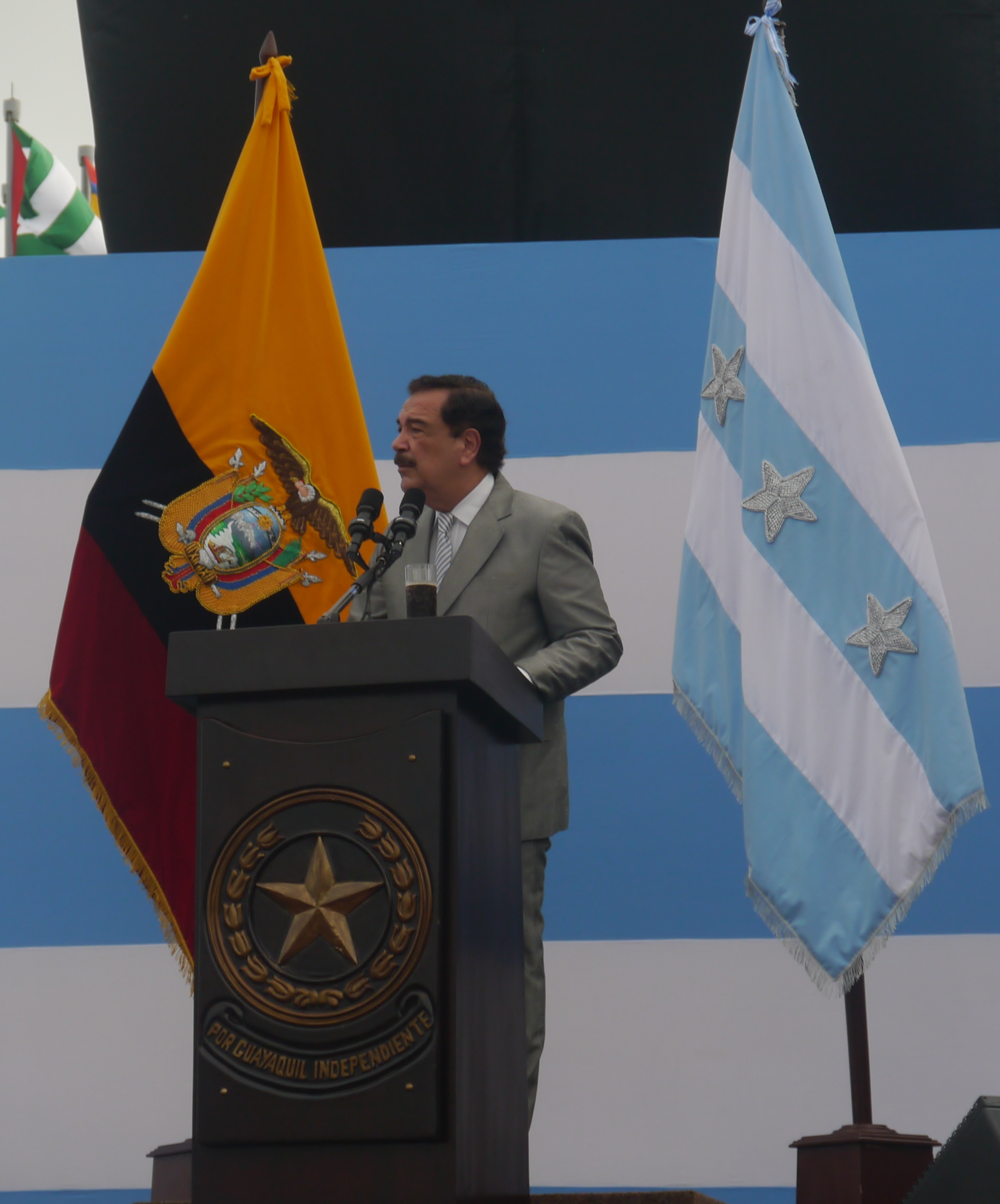
Jaime Nebot en sesión solemne por el 9 de octubre.

Ha mantenido buenas relaciones con el alcalde de Quito, Mauricio Rodas, tanto para trabajar con apoyo mutuo como para encabezar expresiones ciudadanas opositoras al Presidente de la República; también han existido acercamientos entre Nebot y el banquero Guillermo Lasso, siendo ambos, los principales representantes de la derecha conservadora guayaquileña.
Existía una discusión pública sobre la ubicación el monumento a León Febres Cordero, exalcalde de la ciudad de Guayaquil, queriendo la alcaldía colocarlo en la planchada del barrio Las Peñas, no permitiéndolo el gobierno nacional por ser un Sitio Patrimonial, llevando el caso a juicio en el cual la resolución prohibió colocar el monumento, por lo que el municipio erigió un obelisco en su lugar. El 27 de agosto de 2014 el Municipio develó el monumento a Febres-Cordero, ubicado en el Malecón 2000. En abril de 2015, inauguró el Museo del Club Sport Emelec.

#### Urbanismo en Guayaquil
En el 2016 construyó e inauguró la nueva Terminal Terrestre Pascuales. Desde los primeros meses de su último año inició el dragado del Estero Salado hacia los puertos. En mayo del 2018, inauguró el Puente Guayaquil-Samborondon

#### Movilizaciones sociales de 2015
En junio del 2015, convocó a una masiva concentración en la ciudad de Guayaquil, denominada "Guayaquil Protesta", en contra de la propuesta del presidente Correa de nuevas leyes sobre la herencia y plusvalía, convocando a más de 355 000 ciudadanos.

#### Finalización de su mandato
Su último discurso público oficial durante una Sesión Solemne por la Independencia de Guayaquil se dio el 9 de octubre de 2018. Durante el mismo, Nebot aseguró dejar la alcaldía con "una conciencia tranquila". Jaime Nebot entregó la Alcaldía de Guayaquil a Cynthia Viteri, electa alcaldesa por la misma tienda política a la que él representa, el 14 de mayo de 2019.

## Vida posterior
Tras su salida de la Alcaldía de Guayaquil, Jaime Nebot ha sido tomado como referente con un rol menos visible en la política nacional. Su rol en la alianza PSC-CREO para las elecciones 2021 permitió que el Partido Social Cristiano tuviera nuevamente un candidato ganador en los comicios generales para la presidencia de la República al anunciar públicamente su respaldo a Guillermo Lasso, sin embargo, tras distanciamientos por no llegar a acuerdos en la administración del órgano legislativo, y desde la dirección honoraria del Partido Social Cristiano, tomó un rol más opositor. Llegó a señalar a Lasso de "traidor" por incumplir los acuerdos de gobernabilidad.

## Matrimonio y descendencia
Está casado con Cynthia Bohrer, con quien tiene tres hijos:
- Jaime Nebot Bohrer
- Melissa Nebot Bohrer
- Nicole Nebot Bohrer

## Homenajes
En su honor la ciudad de Guayaquil premia a distinguidos ciudadanos con la Presea Jaime Nebot Saadi.